# Mitropacup 1936
De Mitropacup 1936 was de tiende editie van de internationale beker.
Er namen teams deel uit Oostenrijk, Hongarije, Tsjechoslowakije, Italië en Zwitserland. De landskampioen, vicekampioen en bekerwinnaar (of verliezend bekerfinalist) van elk land nam deel. Er werd gespeeld met een knock-outsysteem in heen- en terugwedstrijden. Bij gelijke stand na twee wedstrijden zou er een beslissende wedstrijd komen. Acht clubs namen deel aan de voorronde en vier van hen plaatsten zich voor de 1/8ste finale. Titelverdediger Sparta Praag bereikte opnieuw de finale wat tot dusver nog geen andere club presteerde (First Vienna werd wel al eens tweede maar werd toen toch in de halve finale uitgeschakeld, zie Mitropacup 1932)
In de finale stonden Sparta Praag en FK Austria Wien tegenover elkaar. Na een gelijkspel in Wenen won Austria verrassend met 0-1 in Praag en won voor de tweede maal de Mitropacup.

## Voorronde
| Teams                   | Teams | Teams               | Heenwedstrijd | Terugwedstrijd | Totaalscore |
| SK Židenice             | -     | Lausanne-Sports FC  | 5:0 (2:0)     | 1:2 (0:1)      | 6:2         |
| FC Young Fellows Zürich | -     | Phőbus FC Boedapest | 0:3 (0:1)     | 2:6 (0:1)      | 2:9         |
| FC Bern                 | -     | AC Torino           | 1:4 (0:2)     | 1:7 (1:3)      | 2:11        |
| FK Austria Wien         | -     | Grasshoppers Zürich | 3:1 (2:0)     | 1:1 (0:1)      | 4:2         |

## 1/8ste finale
| Teams                     | Teams | Teams               | Heenwedstrijd | Terugwedstrijd | Totaalscore |
| Hungária FC MTK Boedapest | -     | First Vienna FC     | 0:2 (0:0)     | 1:5 (0:1)      | 1:7         |
| SK Židenice               | -     | AS Ambrosiana Inter | 2:3 (0:2)     | 1:8 (0:4)      | 3:11        |
| Sparta Praag              | -     | Phőbus FC Boedapest | 5:2 (2:2)     | 2:4 (0:2)      | 7:6         |
| SK Rapid Wien             | -     | AS Roma             | 3:1 (2:0)     | 1:5 (0:4)      | 4:6         |
| SK Admira Wien            | -     | SK Prostějov        | 0:4 (0:1)     | 3:2 (2:0)      | 3:6         |
| AC Torino                 | -     | Újpest FC           | 2:0 (1:0)     | 0:5 (0:1)      | 2:5         |
| AGC Bologna               | -     | FK Austria Wien     | 2:1 (2:0)     | 0:4 (0:2)      | 2:5         |
| Ferencvárosi TC           | -     | Slavia Praag        | 5:2 (4:1)     | 0:4 (0:2)      | 5:6         |

## Kwartfinale
| Teams           | Teams | Teams               | Heenwedstrijd | Terugwedstrijd | Totaalscore |
| First Vienna FC | -     | AS Ambrosiana Inter | 2:0 (2:0)     | 1:4 (1:1)      | 3:4         |
| FK Austria Wien | -     | Slavia Praag        | 3:0 (0:0)     | 0:1 (0:0)      | 3:1         |
| Sparta Praag    | -     | AS Roma             | 3:0 (2:0)     | 1:1 (1:1)      | 4:1         |
| SK Prostějov    | -     | Újpest FC           | 0:1 (0:0)     | 0:2 (0:2)      | 0:3         |

## Halve finale
| Teams               | Teams | Teams           | Heenwedstrijd | Terugwedstrijd | Totaalscore |
| AS Ambrosiana Inter | -     | Sparta Praag    | 3:5 (3:3)     | 2:3 (1:1)      | 5:8         |
| Újpest FC           | -     | FK Austria Wien | 1:2 (1:0)     | 2:5 (1:1)      | 3:7         |

## Finale
| Teams           | Teams | Teams        | Heenwedstrijd | Terugwedstrijd | Totaalscore |
| FK Austria Wien | -     | Sparta Praag | 0:0 (0:0)     | 1:0 (0:0)      | 1:0         |

| Teams           | FK Austria Wien - Sparta Praag |
| Uitslag         | 0:0 (0:0) |
| Datum           | 6 september 1936 |
| Stadion         | Wiener Stadion, Wenen 42.000 Toeschouwers |
| Scheidsrechter  | Giuseppe Scarpi (Italië) |
| Goals           | |
| FK Austria Wien | Rudolf Zöhrer; Karl Andritz, Karl Sesta; Karl Adamek, Johann Mock, Walter Nausch, Bobby Riegler, Josef Stroh, Matthias Sindelar, Camillo Jerusalem, Rudolf Viertl Trainer: Walter Nausch                         |
| Sparta Praag    | Bohumil Klenovec; Jaroslav Burgr, Josef Čtyroký; Josef Košťálek, Jaroslav Bouček, Ludevít Radó; Ferdinand Faczinek, Oldřich Zajíček, Raymond Braine, Oldřich Nejedlý, Gejza Kalocsay Trainer: František Sedláček |

| Teams           | Sparta Praag - FK Austria Wien |
| Uitslag         | 0:1 (0:0) |
| Datum           | 13 september 1936 |
| Stadion         | Masaryk-Stadion, Praag 60.000 Toeschouwers |
| Scheidsrechter  | Rinaldo Barlassina (Italië) |
| Goals           | 0:1 (67.) Camillo Jerusalem |
| Sparta Praag    | Bohumil Klenovec; Jaroslav Burgr, Josef Čtyroký; Josef Košťálek, Jaroslav Bouček, Ludevít Radó; Ferdinand Faczinek, Oldřich Zajíček, Raymond Braine, Oldřich Nejedlý, Gejza Kalocsay Trainer: František Sedláček |
| FK Austria Wien | Rudolf Zöhrer; Karl Andritz, Karl Sesta; Karl Adamek, Johann Mock, Walter Nausch, Bobby Riegler, Josef Stroh, Matthias Sindelar, Camillo Jerusalem, Rudolf Viertl Trainer: Walter Nausch                         |

1927 · 1928 · 1929 · 1930 · 1931 · 1932 · 1933 · 1934 · 1935 · 1936 · 1937 · 1938 · 1939 · 1940 · 1951 · 1955 · 1956 · 1957 · 1958 · 1959 · 1960 · 1961 · 1962 · 1963 · 1964 · 1965 · 1966 · 1967 · 1968 · 1969 · 1970 · 1971 · 1972 · 1973 · 1974 · 1975 · 1976 · 1977 · 1978 · 1980 · 1981 · 1982 · 1983 · 1984 · 1985 · 1986 · 1987 · 1988 · 1989 · 1990 · 1991 · 1992